# Frankensau
Als Frankensau bezeichnet man einen im 19. Jahrhundert auf dem Main üblichen Schiffstyp. Er war um 37 Meter lang und 5,6 Meter breit. Der Tiefgang betrug leer etwa 0,35 Meter und beladen 1,1 Meter. Bei hinreichendem Wasserstand von mindestens 40 Zoll konnte eine Frankensau 1000 bis 1200 Zentner laden.
Andere zu dieser Zeit auf dem Main gängige Schiffstypen waren der etwa 30 Meter lange Spitzer und der Schelch. Mit dem Ausbau des Mains zur Großschifffahrtsstraße ab 1921 verloren die traditionellen Schiffstypen ihre Bedeutung.